# Sara Frenkel
Sara Frenkel (* 28. November 1922 in Lublin, Polen; geboren als Sara Bass; häufig auch Sara Frenkel-Bass) ist eine jüdische Polin und ehemalige Zwangsarbeiterin in Deutschland, die sich bis heute für das Gedenken an damals umgekommene Kinder von Zwangsarbeiterinnen einsetzt.

## Leben
Sara Bass wurde 1922 in Lublin geboren. Ihr Vater Moshe Bass war Schneider, ihre Mutter Hensche Hausfrau. Während des Zweiten Weltkriegs floh sie mit ihrer Schwester Lea vor der deutschen Wehrmacht Richtung Westen. Ihr Bruder Chaim starb in einem Konzentrationslager. Sie benutzte gefälschte Personalpapiere, die mit Hilfe eines polnischen Priesters auf einen polnisch klingenden Namen ausgestellt waren, um ihre jüdische Abstammung zu verbergen. 1943 bis 1945 arbeitete sie im Volkswagenwerk im heutigen Wolfsburg. Sie war in der „Ausländerkinder-Pflegestätte“ des VW-Werkes im Schachtweg als Krankenschwester angestellt, wo die neugeborenen Kinder der Zwangsarbeiterinnen untergebracht waren. Die hygienischen Bedingungen waren schlecht; rund 35 Kinder starben. Im Juni 1944 wurden die Kinder in das Kinderlager Rühen gebracht. Bass weigerte sich wegen der ebenso katastrophalen Zustände, dort zu arbeiten, besuchte aber trotz des langen Fußmarsches regelmäßig das etwa einjährige Kind Sofia Gladica. Fast alle Kinder starben, auch Sofia.
Kurz nach Kriegsende heiratete sie Manfred Frenkel (1920 – 1993). 1946 kam ihr Sohn Chaim zur Welt. 1947 gründete das Ehepaar ein Juweliergeschäft in Braunschweig, 1949 emigrierten sie nach Israel. 1959 zogen sie nach Belgien. Sara Frenkel besuchte in den 1980er Jahren Wolfsburg und Rühen und setzte sich mit ihrem Mann für die würdevolle Gestaltung der Kindergrabstätte auf dem Rühener Friedhof ein. Auf ihre Initiative wurde dort 1988 ein Gedenkstein für die Kinder aufgestellt. In einem 2005 erschienenen Sammelband schilderte sie ihr Leben, insbesondere die Zeit von 1943 bis 1945.
2010 wurde im Wolfsburger Zentrum der Sara-Frenkel-Platz mit einem Denkmal für die Wolfsburger Zwangsarbeiter in Anwesenheit Frenkels eingeweiht. 2012 wurde ein Stichweg im Stadtteil Tiergartenbreite ebenfalls in Anwesenheit Frenkels Sofia-Gladica-Weg genannt. 2014 besuchte Frenkel erneut das Zwangsarbeiterdenkmal und die Kindergrabstätte in Rühen.
Sara Frenkel lebt im belgischen Antwerpen.

## Auszeichnungen und Ehrungen
- 2010: Benennung eines Wolfsburger Innenstadtplatzes nach Sara Frenkel
- 2019: Erstmalige Verleihung des „Sara-Frenkel-Preises für Respekt, Toleranz und Zivilcourage“ der Volkswagen AG an Sara Frenkel selbst[6]

## Schriften
- Moshe Shen, Julie Nicholson, Sara Frenkel, Sally Perel: Überleben in Angst: Vier Juden berichten über ihre Zeit im Volkswagen-Werk in den Jahren 1943 bis 1945 (= Historische Notate. Schriftenreihe der Historischen Kommunikation der Volkswagen Aktiengesellschaft, Nr. 11). Heel, Königswinter 2005, ISBN 978-3-93511-221-5 (online).